# Las Vegas
Las Vegas er en amerikansk by, beliggende i et ørkenområde i den sydligste del af staten Nevada. Byen havde over 2,1 millioner indbyggere 1. juli 2016. Den er administrationsby for amtskommunen Clark County.
Clark County havde 2.155.664 indbyggere (skøn 1. juli 2016). Byens hovedattraktioner er spillekasinoer og glamourøse shows og den er også en af landets førende byer for kongresser og messer. Men hovedattraktioner som The Strip ligger faktisk uden for Las Vegas bygrænse (City of Las Vegas) i kommunefri områder (unincorporated areas) kaldet hhv. Paradise, Winchester og Enterprise. Det meste af amtskommunen Clark County er som det øvrige Nevada kommunefrit og administreres af amtskommunen. Byen havde i 2004 37 mio. besøgende.
Las Vegas er også kendt for sine mange bryllupskapeller. 
Las Vegas City har 641.903(2020) indbyggere. Las Vegas Metropolitan Area havde i 2010 ca. 2.000.000 indbyggere. Det større byområde, Las Vegas-Henderson NV-AZ CSA (Combined Statistical Area), som udover Clark County i Nevada også omfatter Nye County i Nevada og Mohave County i Arizona - med Lake Havasu City - har omkring 2,5 millioner indbyggere (2017). Las Vegas er et af de hurtigst voksende byområder i USA. I 2005 flyttede hver måned ca. 5.000 mennesker til byen.
Byen har et enormt elektricitetsforbrug, ifølge visse foreninger omkring 6 gange så meget som en større dansk by.
Byens borgmester fra juni 1999 til juli 2011 var Oscar B. Goodman , og hans hustru Carolyn G. Goodman efterfulgte ham.

## Grundlæggelsen
Las Vegas fik sit navn fra nogle spaniere der var med i Antonio Armijo karavanen. De brugte vandet i området på vej nord og vest ad de gamle spanske spor fra Texas. I 1880’erne var der grundvandsbrønde i området, der gav liv til grønne områder. Disse områder brugte man til at græsse hestene og give dem et fortjent hvil. Disse områder kaldes for Vegas på spansk og det er derfra at navnet Las Vegas er opstået.
John C. Frémont rejste ind i Las Vegas dalen den 3. maj, 1844, mens den stadig var en del af Mexico. Han var leder af en gruppe videnskabsfolk, spejdere og observatører, udsendt af United States Army Corps of Engineers. Den 10. maj 1855 blev 30 mormonmissionærere ledet af William Bringhurst sat til at omvende den indianske befolkning. Der blev bygget et fort i nærheden af hvor det nuværende downtown er. Dette havde til formål at være et proviant- og hvilested, for dem der rejste ad Mormon passagen.
Den 15. maj 1905 blev der etableret en jernbanestation. Den 19. marts 1931 blev spil lovligt i byen, samtidig med at man byggede Hooverdæmningen. Dæmningen stod færdig 9. oktober 1936. 10 år senere åbnede mafiaens lejemorder Bugsy Siegel Flamingo Hotel. 10 år senere åbnede hvad der er i dag er kendt for The Strip.

## Kasinoer i Las Vegas
Las Vegas har mange hoteller og kasinoer, som hver har deres forskellige temaer. F.eks. New York New York, som er baseret på byen, med Frihedsgudinden og byens skyskrabere som facade, Luxor, med Egypten som tema, hvor de har lavet et hotel, som forestiller en pyramide og Caesars Palace, som har Romerriget som tema.
I juni 2018 strejkede mere end 26.000 medarbejdere på de forskellige casinoer – såsom Caesars Palace, Bellagio, Mandalay Bay, Circus Circus og The Mirage -  da casinomedarbejderne og casinoerne ikke blev enige om en ny overenskomst. Medarbejderne krævede flere ting, herunder både mere i løn, bedre sikkerhed mod seksuel chikane og ikke at blive erstattet med robotter i fremtiden.

## I dag
Byen er i rivende udvikling, især på The Strip. Der er derfor en rivalisering mellem kasinoerne i downtown, der forsøger at vinde turisterne tilbage fra de nye kasinoer langs the strip.